# Eleutherodactylus dimidiatus
Espèce
Synonymes
- Hylodes dimidiatus Cope, 1862
- Eleutherodactylus dimidiatus amelasma Schwartz, 1958

Statut de conservation UICN

 NT  : Quasi menacé
Eleutherodactylus dimidiatus est une espèce d'amphibiens de la famille des Eleutherodactylidae.

## Répartition
Cette espèce est endémique de Cuba. Elle se rencontre du niveau de la mer jusqu'à 1 375 m d'altitude.

## Description
Les femelles mesurent jusqu'à 45 mm.

## Publication originale
- Cope, 1862 : On some new and little known American Anura. Proceedings of the Academy of Natural Sciences of Philadelphia, vol. 14, p. 151–159 (texte intégral).